# San José de la Cueva
San José de la Cueva är en ort i Mexiko.   Den ligger i kommunen San Juan de los Lagos och delstaten Jalisco, i den centrala delen av landet, 400 km nordväst om huvudstaden Mexico City. San José de la Cueva ligger 1 816 meter över havet och antalet invånare är 131.
Terrängen runt San José de la Cueva är en högslätt. Runt San José de la Cueva är det ganska tätbefolkat, med 65 invånare per kvadratkilometer. Närmaste större samhälle är San Juan de los Lagos, 11,2 km sydväst om San José de la Cueva. Trakten runt San José de la Cueva består till största delen av jordbruksmark.